# Красне (Новобасанська сільська громада)
Кра́сне —  село в Україні, у Новобасанській сільській громаді Ніжинського району Чернігівській області.

## Історія
Позначене на Спеціальній карті Західної частини Росії Шуберта 1826-1840 як х. Красной.
1892 року - 10 дворів, 39 жителів.
1901 - хутір Красний мав 52 жителя.
1926 року - 30 дворів, 143 жителя.

### Мова
Розподіл населення за рідною мовою за даними перепису 2001 року:
| Мова       | Кількість | Відсоток |
| ---------- | --------- | -------- |
| українська | 57        | 100%     |